# Média de Heinz
Em matemática, a média de Heinz (nomeada em honra de E. Heinz) de dois números reais não negativos A e B, foi definida por Bhatia como:
{\displaystyle \operatorname {H} _{x}(A,B)={\frac {A^{x}B^{1-x}+A^{1-x}B^{x}}{2}}.}
com  0 ≤ x ≤ ⁠1/2⁠.
Para valores diferentes de x, essa média de Heinz interpola entre a média aritmética (x = 0) e geométrica (x = 1/2) tal que para 0 < x < ⁠1/2⁠:
{\displaystyle {\sqrt {AB}}=\operatorname {H} _{\frac {1}{2}}(A,B)<\operatorname {H} _{x}(A,B)<\operatorname {H} _{0}(A,B)={\frac {A+B}{2}}.}
A média de Heinz também pode ser definida da mesma maneira para as matrizes semidefinidas positivas e satisfaz uma fórmula de interpolação similar.